# Ōtsu
Ōtsu (jap. 大津市 Ōtsu-shi) – miasto w Japonii, w południowej części wyspy Honsiu, nad jeziorem Biwa, stolica prefektury Shiga.

## Położenie
Miasto leży w południowo-zachodniej części prefektury, graniczy z miastami:
- Kioto
- Uji
- Kusatsu
- Takashima
- Rittō
- Kōka

## Miasta partnerskie
- Gumi, Korea Południowa
- Interlaken, Szwajcaria
- Lansing, Stany Zjednoczone
- Mudanjiang, Chińska Republika Ludowa
- Würzburg, Niemcy